# Knyszyn (gmina)
Knyszyn – gmina miejsko-wiejska w województwie podlaskim, w powiecie monieckim.
Siedziba gminy to miasto Knyszyn.
Według danych z 30 czerwca 2004 gminę zamieszkiwało 4965 osób.

## Historia
Gmina zbiorowa Knyszyn  powstała po raz piewszy 1 stycznia 1973 roku w powiecie monieckim w województwie białostockim, w związku z reformą administracyjną kraju, która reaktywowała gminy w miejsce dotychczasowych gromad (funkcjonujących w latach 1954–1972). W skład gminy Knyszyn weszło 15 sołectw, należących w porównaniu ze stanem z 1 kwietnia 1954 do:
- gminy Kalinówka w powiecie białostockim – 8 sołectw (53%) – Chobotki, Guzy, Jaskra, Kalinówka Kościelna, Nowiny Kasjerskie, Nowiny-Zdroje, Ogrodniki i Wójtowce;
  - 2 z tych sołectw (Nowiny Kasjerskie i Nowiny-Zdroje) włączono do gminy Kalinówka 1 kwietnia 1954 z gminy Obrubniki w powiecie białostockim[7];
- gminy Krypno w powiecie białostockim – 4 sołectwa (27%) – Czechowizna, Knyszyn PGR, Lewonie-Kolonie i Zofiówka;
- miasta Knyszyna w powiecie białostockim – 3 sołectwa (20%) –  Grądy, Poniklica i Wodziłówka.

W latach 1975–1998 gmina położona była w województwie białostockim.
1 stycznia 1992 gminę Knyszyn  połączono z miastem Knyszyn w jedną gminę miejsko-wiejską.
1 stycznia 2014 z gminy Knyszyn wyłączono część wsi Ogrodniki (1,96 ha), włączając ją do gminy Jasionówka.

## Struktura powierzchni
Według danych z roku 2002 gmina Knyszyn ma obszar 127,68 km², w tym:
- użytki rolne: 57%
- użytki leśne: 32%

Gmina stanowi 9,24% powierzchni powiatu.

## Demografia

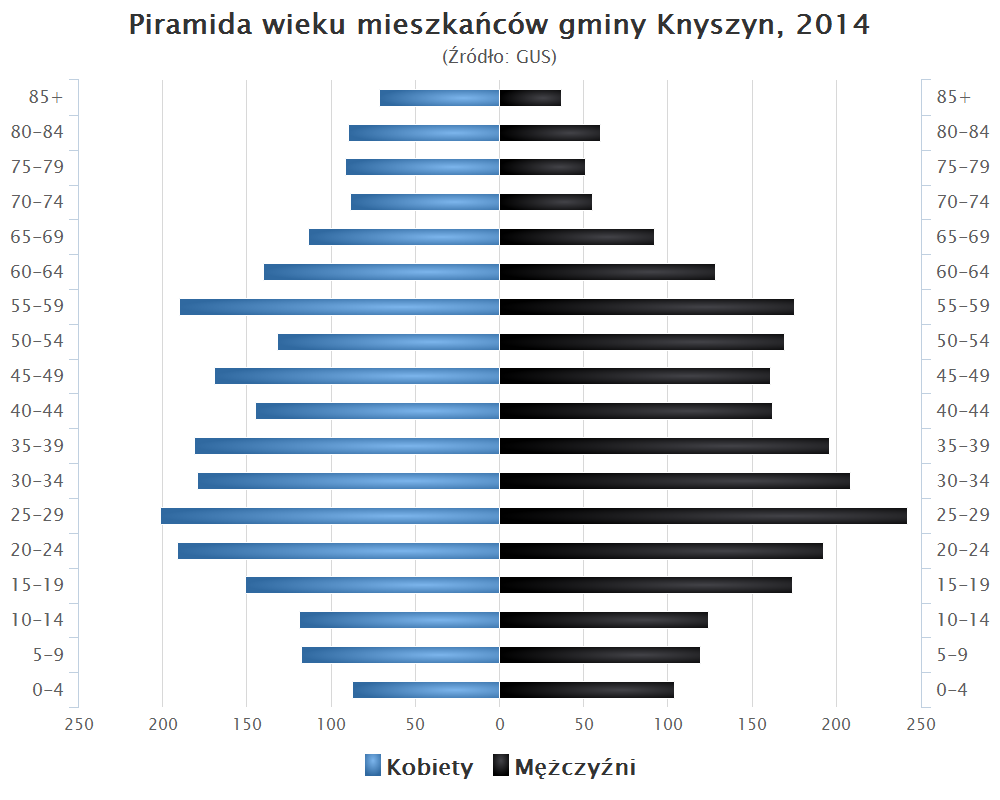
Piramida wieku mieszkańców gminy Knyszyn w 2014 roku

Dane z 30 czerwca 2004:
| Opis                              | Ogółem | Ogółem | Kobiety | Kobiety | Mężczyźni | Mężczyźni |
| --------------------------------- | ------ | ------ | ------- | ------- | --------- | --------- |
| jednostka                         | osób   | %      | osób    | %       | osób      | %         |
| populacja                         | 4965   | 100    | 2491    | 50,2    | 2474      | 49,8      |
| gęstość zaludnienia (mieszk./km²) | 38,9   | 38,9   | 19,5    | 19,5    | 19,4      | 19,4      |

## Sołectwa
Chobotki, Czechowizna, Grądy, Guzy, Jaskra, Kalinówka Kościelna, Lewonie, Nowiny Kasjerskie, Nowiny-Zdroje, Ogrodniki, Poniklica, Wodziłówka, Wojtówce, Zofiówka.

## Pozostałe miejscowości
Cisówka, Jeleń, Knyszyn-Zamek, Kropiwnica, Mierestki, Stoczek.

## Sąsiednie gminy
Czarna Białostocka, Dobrzyniewo Duże, Jasionówka, Krypno, Mońki